# Anatol Stefanowitsch

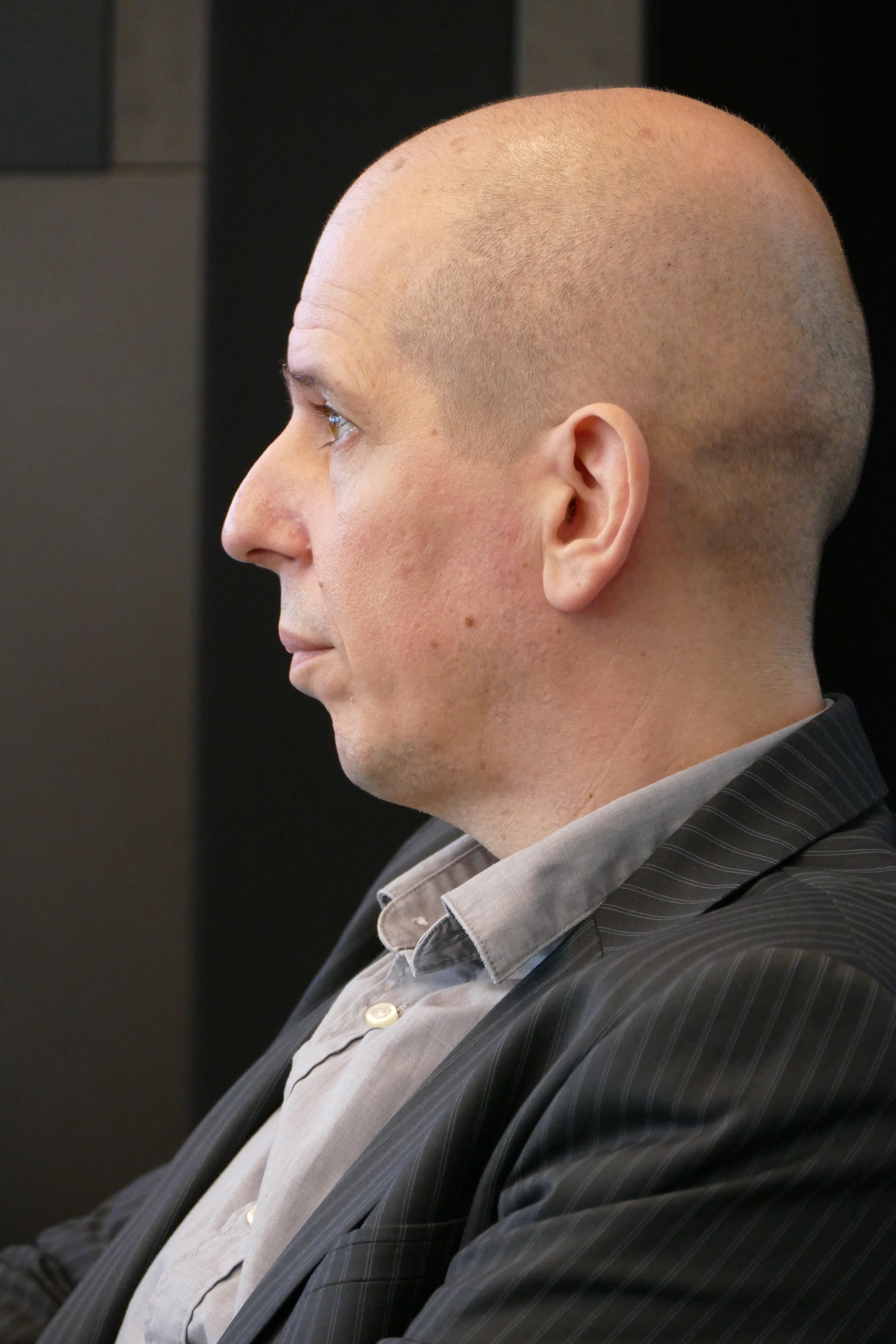
Anatol Stefanowitsch bei Fokus Lyrik 2019

Anatol Stefanowitsch (* 9. April 1970 in Berlin) ist ein deutscher Sprachwissenschaftler, Anglist und Publizist.

## Leben
Stefanowitsch wuchs in Berlin, Hamburg und Hertfordshire auf. Er studierte an der Universität Hamburg Anglistik, Linguistik und Sprachlehrforschung und wurde 2001 an der Rice University mit einer konstruktionsgrammatischen Untersuchung analytischer Kausativkonstruktionen des Englischen promoviert. Danach war er Gastdozent an der Süddänischen Universität, bevor er 2002 einen Ruf auf eine Juniorprofessur und 2008 einen Ruf auf eine ordentliche Professur für Anglistik und Linguistik am Institut für allgemeine und angewandte Sprachwissenschaft der Universität Bremen erhielt. Ab August 2010 war er Professor für englische Sprachwissenschaft an der Universität Hamburg. 2012 wurde er auf eine Professur für Sprachwissenschaft am Institut für Englische Philologie der Freien Universität Berlin berufen.
Stefanowitsch ist mit einer Linguistin verheiratet und hat mehrere Kinder.

## Forschung
In seiner Forschung beschäftigt sich Stefanowitsch mit grammatischen Konstruktionen und konzeptuellen Metaphern. Sein Schwerpunkt ist dabei die Korpuslinguistik. Eine instruktive Darstellung von Stefanowitschs Methode und Argumentation hat etwa der Sprachwissenschaftler Daniel Scholten unternommen.

## Publizistische Tätigkeit
Außerhalb des Fachpublikums wurde Stefanowitsch als Betreiber des ursprünglich als Beitrag zum Jahr der Geisteswissenschaften 2007 gestarteten und bis 2010 gepflegten Bremer Sprachblogs bekannt, der sich laut seiner Darstellung „schnell zu einer Ein-Mann-Show [entwickelte], in der Stefanowitsch nicht nur sprachwissenschaftliche Themen populär aufbereitete, sondern auch sprachwissenschaftlich inspirierte Alltagsbeobachtungen anstellte und vor allem bis dahin unangefochtene Position [recte: Positionen] der Sprachkritiker in der öffentlichen Debatte um Sprache und Sprachen angriff.“ So setzte sich Stefanowitsch insbesondere mit Sprachkritik (wie etwa mit der inzwischen eingestellten Aktion Lebendiges Deutsch) skeptisch auseinander. Von Januar 2010 bis November 2012 setzte er die im Bremer Sprachblog begonnene Arbeit im von Spektrum der Wissenschaft Verlagsgesellschaft  betriebenen Scilogs-Portal unter dem Titel Sprachlog fort. Am 28. November 2012 ging ein unabhängiger Blog unter dem Titel Sprachlog online, auf dem neben Stefanowitsch zwei Sprachwissenschaftlerinnen publizieren. 2010 gründete Stefanowitsch die Initiative „Anglizismus des Jahres“ und ist Vorsitzender der Jury. 2018 publizierte Stefanowitsch seine Streitschrift Eine Frage der Moral zum Thema des politisch korrekten Sprachgebrauchs und ist seitdem häufiger Vortragsredner und Interviewgast zu diesem Thema. Stefanowitsch forderte 2020 die Umbenennung des Ortes Mohrkirch im nördlichen Schleswig-Holstein, obwohl sich der Ortsname im zweisprachigen Südschleswig aus dem dänischen Mår für Marder ableitet. Im August 2021 veröffentlichte er einen Bericht über die Masterarbeit der Berliner SPD-Bürgermeisterkandidatin Franziska Giffey, in dem er ihr zahlreiche Plagiate vorwarf.

## Veröffentlichungen (Auswahl)
- als Hrsg. mit Kerstin Fischer: Konstruktionsgrammatik: Von der Anwendung zur Theorie. Stauffenburg Verlag, Tübingen 2006, ISBN 3-86057-788-3.
- als Hrsg. mit Stefan Th. Gries: Corpora in Cognitive Linguistics: Corpus-Based Approaches to Syntax and Lexis. Mouton de Gruyter, Berlin / New York 2006, ISBN 3-11-019826-6.
- als Hrsg. mit Stefan Th. Gries: Corpus-based Approaches to Metaphor and Metonymy. Mouton de Gruyter, Berlin / New York 2007, ISBN 978-3-11-019827-0.
- als Hrsg. mit Kerstin Fischer: Konstruktionsgrammatik II: Von der Konstruktion zur Grammatik. Stauffenburg Verlag, Tübingen 2008, ISBN 978-3-86057-175-0.
- Genderkampf. Wo die Kritiker geschlechtergerechter Sprache sich täuschen. In: Merkur. Jahrgang 68, Heft 784, September 2014, S. 847–852.
- Eine Frage der Moral. Warum wir politisch korrekte Sprache brauchen.  Duden-Verlag, Mannheim/Berlin 2018, ISBN 978-3-411-74358-2.